# Aldershot Town F.C.
Aldershot Town Football Club – angielski klub piłkarski z Aldershot, założony w 1992 roku, występujący obecnie w National League. Klub ten rozgrywa swoje mecze na Recreational Ground.
Do 2013 roku prezesem klubu był pochodzący z Polski Kris Machala.